# Шинкажизна
Шинкажизна (пол. Szynkarzyzna) — село в Польщі, у гміні Садовне Венґровського повіту Мазовецького воєводства.
Населення — 361 особа (2011).
У 1975-1998 роках село належало до Седлецького воєводства.

## Демографія
Демографічна структура станом на 31 березня 2011 року:
|          | Загалом | Допрацездатний вік | Працездатний вік | Постпрацездатний вік |
| -------- | ------- | ------------------ | ---------------- | -------------------- |
| Чоловіки | 183     | 36                 | 124              | 23                   |
| Жінки    | 178     | 31                 | 96               | 51                   |
| Разом    | 361     | 67                 | 220              | 74                   |